# Деминский, Ипполит Александрович
Ипполи́т Алекса́ндрович Деми́нский (1864—1912) — русский врач-эпидемиолог.

## Биография

### Ранние годы
Родился 16 апреля 1864 года в Новомиргороде Херсонской губернии (ныне в Кировоградской области Украины), в семье ветеринарного врача. Через три года семья переехала в Астрахань. Когда Ипполиту было 14, умерла его мать, ещё через два года умер отец. Благодаря поддержке друга, будущего академика С. И. Коржинского, круглому сироте удалось закончить Астраханскую мужскую гимназию. В 1883—1889 годах учился на медицинском факультете Императорского Казанского университета. В Казани жил на небольшую стипендию, которую потом много лет отрабатывал врачом в Астраханской губернии.
Трудясь в самых глухих местах, он не прекращал сотрудничать с газетами, занимался геологией и ботаникой, задумывался над проблемой укрепления песков. Вместе с С. И. Коржинским, талантливым ботаником, изучал почву, почвенные воды, климат и флору, за что 13 мая 1898 года Российская академия наук удостоила его почётного звания корреспондента главной физической обсерватории. Благодаря инициативе Деминского в 1907 году в Астрахани появился медицинский журнал «Известия Общества астраханских врачей».

### Врачебная практика и борьба с эпидемиями
В 1891 году Деминского назначили врачом Баскунчакских соляных промыслов; там за несколько лет работы он организовал больницу с отделением для инфекционных больных, бактериологическую лабораторию, грязелечебницу. В 1899-м он работал врачом Внутренней киргизской орды, с 1890 года — санитарным врачом при управлении рыбными и тюленьими промыслами в Астрахани. В 1907—1909 гг. Деминский заведовал Тинакской грязелечебницей и за два года превратил её в благоустроенный российский курорт.
Но главным своим предназначением Ипполит Александрович считал изучение особо опасных инфекций. Он участвовал в ликвидации вспышек чумы в Колобовке (1899), слободе Владимировка (1900), в Бекетае (1905), посёлке Архиерейском (1907), урочище Сагонай (1911), слободе Рахинка (1912), а также в остановке нескольких эпидемий холеры и сыпного тифа. За участие в ликвидации эпидемий чумы 1905 и 1907 годов был награждён Серебряной медалью и орденом Святой Анны III степени.
В 1909 году Деминский был утверждён на должность помощника заведующего Астраханской бактериологической лаборатории МВД. В 1910 году в Астрахани прошёл съезд участников противочумных мероприятий юга России, на котором учёный высказал предположение об эндемичности чумы на юго-востоке европейской части страны и изложил систему противочумных мероприятий, среди которых особенно выделил необходимость исследования степных грызунов как вероятных природных носителей возбудителя опасной болезни.
В 1911 году в поселении Сагонай Деминский обнаружил заболевшего верблюда. После смерти животного из его органов удалось выделить культуру возбудителя чумы. Этот материал был незамедлительно отправлен в Кронштадтский чумной форт для дальнейших исследований.

### Гибель
Последняя командировка учёного состоялась 22 августа 1912 года, когда он направился на борьбу с чумой в слободу Рахинка Царевского уезда (ныне Среднеахтубинского района Волгоградской области). Там Деминский впервые выделил культуру чумных бацилл от павшего суслика. Во время вскрытия грызуна, отловленного в степи, Ипполит Александрович заразился, что явилось ещё одним доказательством идентичности чумы сусликов чуме человека. Спустя несколько дней после заражения, 9 октября 1912 года, Деминский умер.
До последней минуты жизни он вёл записи в лабораторных журналах, в которых рассказывал о ходе своей болезни. Последнюю он квалифицировал как экспериментальный случай заражения от суслика. Телеграмма, посланная им незадолго до смерти заведующему Астраханской противочумной лабораторией микробиологу Н. Н. Клодницкому, как ничто иное передаёт величие духа Деминского:

«Я заразился от сусликов лёгочной чумой. Приезжайте, возьмите добытые культуры. Записи все в порядке. Остальное всё расскажет лаборатория. Труп мой вскройте как случай экспериментального заражения человека от сусликов. Прощайте. Деминский».
Семье он написал короткую записку на второй день болезни. В ней завещал детям окончить образование, не падать духом и вырасти хорошими людьми. Последнюю телеграмму под диктовку Деминского писала Елена Меркурьевна Красильникова, слушательница Московских высших женских курсов, которая ухаживала за Ипполитом Александровичем во время болезни. Она пережила его всего лишь на пять дней…

## Память
Известие о смерти Деминского шокировало врачебное сообщество. Был организован сбор средств для увековечивания его памяти. Гимназия, в которой он обучался, учредила стипендию его имени. В слободе Рахинка на могиле И. А. Деминского и Е. М. Красильниковой был установлен памятник. В 1956 году, в связи со строительством Волжской ГЭС, их прах перенесли в Астрахань и захоронили на территории противочумной станции. На памятнике есть надпись: «Доктор Ипполит Деминский и медичка Елена Красильникова».
Константин Симонов в стихотворении «Всю жизнь любил он рисовать войну…» посвятил Деминскому и другим эпидемиологам такие строки:

Всю жизнь лечиться люди шли к нему,

Всю жизнь он смерть преследовал жестоко

И умер, сам привив себе чуму,

Последний опыт кончив раньше срока.

Альбер Камю в романе-притче «Чума» (1947) отобразил научный подвиг Деминского и идею его жизни — спасение человечества от чумы.
В честь И. А. Деминского в Астрахани названа одна из улиц.

## Сочинения
- О борьбе с чумой в Астраханской губернии // Известия Общества астраханских врачей. — 1908. — № 3. — С. 26.
- Чума в Астраханской губернии за 10 лет // Труды съезда участников противочумных мероприятий в Астраханской губернии и Уральской области. — Астрахань, 1910. — С. 3.
- Исследования по вопросу о заболеваниях верблюдов чумой (в соавторстве) // Вестник общественной гигиены. — 1912, март. — С. 349.